# Martin Busse
Martin Busse (ur. 30 czerwca 1958 w Brehme) – niemiecki piłkarz występujący na pozycji napastnika, reprezentant NRD.

## Życiorys
Wychowanek BSG Aktivist Bischofferode. W 1972 roku został juniorem FC Rot-Weiß Erfurt. Do pierwszej drużyny został włączony w 1977 roku. W DDR-Oberlidze zadebiutował 13 maja 1978 roku w przegranym 1:2 spotkaniu z Lokomotive Lipsk. W latach 80. stał się podstawowym zawodnikiem klubu z Erfurtu, stanowiąc przez ten okres tercet napastników z Jürgenem Heunem i Arminem Romstedtem. W 1983 roku wystąpił w trzech meczach reprezentacji NRD, strzelając gola przeciwko Bułgarii 13 kwietnia. W 1988 roku przeszedł do występującego w DDR-Lidze BSG Robotron Sömmerda. Po zjednoczeniu Niemiec przeszedł do malezyjskiego Terengganu FA, z którym awansował do Liga Semi-Pro Divisyen 1. W kwietniu 1991 roku powrócił do klubu z Sömmerdy, obejmując w nim stanowisko grającego trenera. Funkcję tę pełnił do 1992 roku.

## Statystyki ligowe
| Sezon         | Klub              | Liga                     | Mecze | Gole |
| ------------- | ----------------- | ------------------------ | ----- | ---- |
| 1977/1978     | Rot-Weiß Erfurt   | DDR-Oberliga             | 1     | 0    |
| 1978/1979     | Rot-Weiß Erfurt   | DDR-Oberliga             | 9     | 2    |
| 1979/1980     | Rot-Weiß Erfurt   | DDR-Oberliga             | 5     | 1    |
| 1980/1981     | Rot-Weiß Erfurt   | DDR-Oberliga             | 24    | 8    |
| 1981/1982     | Rot-Weiß Erfurt   | DDR-Oberliga             | 26    | 11   |
| 1982/1983     | Rot-Weiß Erfurt   | DDR-Oberliga             | 25    | 7    |
| 1983/1984     | Rot-Weiß Erfurt   | DDR-Oberliga             | 22    | 8    |
| 1984/1985     | Rot-Weiß Erfurt   | DDR-Oberliga             | 26    | 4    |
| 1985/1986     | Rot-Weiß Erfurt   | DDR-Oberliga             | 26    | 9    |
| 1986/1987     | Rot-Weiß Erfurt   | DDR-Oberliga             | 16    | 4    |
| 1987/1988     | Rot-Weiß Erfurt   | DDR-Oberliga             | 22    | 4    |
| 1988/1989     | Robotron Sömmerda | DDR-Liga                 | 33    | 13   |
| 1989/1990     | Robotron Sömmerda | DDR-Liga                 | 20    | 8    |
| 1990 (j)      | Terengganu FA     | Liga Semi-Pro Divisyen 2 | ?     | ?    |
| 1991 (w)      | Terengganu FA     | Liga Semi-Pro Divisyen 1 | ?     | ?    |
| 1990/1991 (w) | Soemtron Sömmerda | DDR-Liga                 | 8     | 1    |
| 1991/1992     | FSV Sömmerda      | Oberliga                 | 14    | 2    |